# Danh sách tập phim Criminal Minds
Criminal Minds là một bộ phim truyền hình về cảnh sát lần đầu phát sóng trên đài CBS vào ngày 22 tháng 9 năm 2005. Bộ phim theo một nhóm các chuyên gia phân tích tội phạm từ Đơn vị Phân tích Hành vi (BAU) của FBI có trụ sở ở Quantico, Virginia. BAU là một phần của Trung tâm Quốc gia về Phân tích Tội phạm Bạo lực FBI. Bộ phim khác với nhiều bộ phim truyện cảnh sát khác từ việc tập trung vào phân tích tội phạm, được gọi là unsub hay "unknown subject" (đối tượng chưa biết), hơn là tội phạm. Bộ phim có các đặc vụ Tiến sĩ Spencer Reid, Jennifer "JJ" Jareau, Penelope Garcia, Emily Prentiss, David Rossi, Tiến sĩ Tara Lewis, Luke Alvez, và Matt Simmons làm việc phân tích unsub. Các nhân vật cũ là Elle Greenaway, Jason Gideon, Jordan Todd, Ashley Seaver, Tiến sĩ Alex Blake, Kate Callahan, Derek Morgan, Aaron Hotchner và Stephen Walker.
Vào ngày 10 tháng 1 năm 2019, CBS gia hạn cho phim mùa mười năm và cuối gồm 10 tập. Mùa bắt đầu phát sóng vào ngày 8 tháng 1 năm 2020. Năm 2021, Paramount+ thông báo Criminal Minds sẽ trở lại với mùa mười sáu tựa đề Criminal Minds: Evolution gồm 10 tập bắt đầu từ ngày 24 tháng 11 năm 2022. Tính đến  ngày 9 tháng 2 năm 2023, 344 tập phim của Criminal Minds được phát sóng, hiện tại đang trong mùa phim thứ mười sáu.

## Tổng quan bộ phim
| Mùa | Mùa | Số tập | Số tập | Phát hành gốc        | Phát hành gốc       | Phát hành gốc | Xếp hạng | Điểm rating |
| Mùa | Mùa | Số tập | Số tập | Phát hành lần đầu    | Phát hành lần cuối  | Network       | Xếp hạng | Điểm rating |
| --- | --- | ------ | ------ | -------------------- | ------------------- | ------------- | -------- | ----------- |
|     | 1   | 22     | 22     | 22 tháng 9 năm 2005  | 10 tháng 5 năm 2006 | CBS           | 27       | 8,2         |
|     | 2   | 23     | 23     | 20 tháng 9 năm 2006  | 16 tháng 5 năm 2007 | CBS           | 18       | 8,8         |
|     | 3   | 20     | 20     | 26 tháng 9 năm 2007  | 21 tháng 5 năm 2008 | CBS           | 18       | 8,2         |
|     | 4   | 26     | 26     | 24 tháng 9 năm 2008  | 20 tháng 5 năm 2009 | CBS           | 11       | 9,4         |
|     | 5   | 23     | 23     | 23 tháng 9 năm 2009  | 26 tháng 5 năm 2010 | CBS           | 14       | 8,5         |
|     | 6   | 24     | 24     | 22 tháng 9 năm 2010  | 18 tháng 5 năm 2011 | CBS           | 10       | 8,7         |
|     | 7   | 24     | 24     | 21 tháng 9 năm 2011  | 16 tháng 5 năm 2012 | CBS           | 13       | 8,6         |
|     | 8   | 24     | 24     | 26 tháng 9 năm 2012  | 22 tháng 5 năm 2013 | CBS           | 16       | 8,0         |
|     | 9   | 24     | 24     | 25 tháng 9 năm 2013  | 14 tháng 5 năm 2014 | CBS           | 13       | 8,2         |
|     | 10  | 23     | 23     | 1 tháng 10 năm 2014  | 6 tháng 5 năm 2015  | CBS           | 8        | 9,0         |
|     | 11  | 22     | 22     | 30 tháng 9 năm 2015  | 4 tháng 5 năm 2016  | CBS           | 13       | 7,8         |
|     | 12  | 22     | 22     | 28 tháng 9 năm 2016  | 10 tháng 5 năm 2017 | CBS           | 17       | 6,9         |
|     | 13  | 22     | 22     | 27 tháng 9 năm 2017  | 18 tháng 4 năm 2018 | CBS           | 25       | 6,0         |
|     | 14  | 15     | 15     | 3 tháng 10 năm 2018  | 6 tháng 2 năm 2019  | CBS           | —        | —           |
|     | 15  | 10     | 10     | 8 tháng 1 năm 2020   | 19 tháng 2 năm 2020 | CBS           | —        | —           |
|     | 16  | 10     | 10     | 24 tháng 11 năm 2022 | 9 tháng 2 năm 2023  | Paramount+    | —        | —           |

## Các tập phim

### Mùa 1 (2005–06)
| TT. tổng thể | TT. trong mùa phim | Tiêu đề                   | Đạo diễn             | Biên kịch                      | Ngày phát hành gốc   | Mã sản xuất | Người xem tại U.S. (triệu) |
| ------------ | ------------------ | ------------------------- | -------------------- | ------------------------------ | -------------------- | ----------- | -------------------------- |
| 1            | 1                  | "Extreme Aggressor"       | Richard Shepard      | Jeff Davis                     | 22 tháng 9 năm 2005  | 101         | 19,57                      |
| 2            | 2                  | "Compulsion"              | Charles Haid         | Jeff Davis                     | 28 tháng 9 năm 2005  | 102         | 10,57                      |
| 3            | 3                  | "Won't Get Fooled Again"  | Kevin Bray           | Aaron Zelman                   | 5 tháng 10 năm 2005  | 103         | 11,98                      |
| 4            | 4                  | "Plain Sight"             | Matt Earl Beesley    | Edward Allen Bernero           | 12 tháng 10 năm 2005 | 104         | 13,76                      |
| 5            | 5                  | "Broken Mirror"           | Guy Norman Bee       | Judith McCreary                | 19 tháng 10 năm 2005 | 105         | 12,79                      |
| 6            | 6                  | "L.D.S.K."                | Ernest Dickerson     | Andrew Wilder                  | 2 tháng 11 năm 2005  | 106         | 16,22                      |
| 7            | 7                  | "The Fox"                 | Guy Norman Bee       | Simon Mirren                   | 9 tháng 11 năm 2005  | 107         | 15,09                      |
| 8            | 8                  | "Natural Born Killer"     | Peter Ellis          | Debra J. Fisher & Erica Messer | 16 tháng 11 năm 2005 | 109         | 14,36                      |
| 9            | 9                  | "Derailed"                | Félix Alcalá         | Jeff Davis                     | 23 tháng 11 năm 2005 | 108         | 12,83                      |
| 10           | 10                 | "The Popular Kids"        | Andy Wolk            | Edward Allen Bernero           | 30 tháng 11 năm 2005 | 110         | 15,56                      |
| 11           | 11                 | "Blood Hungry"            | Charles Haid         | Ed Napier                      | 14 tháng 12 năm 2005 | 111         | 15,23                      |
| 12           | 12                 | "What Fresh Hell?"        | Adam Davidson        | Judith McCreary                | 11 tháng 1 năm 2006  | 112         | 15,92                      |
| 13           | 13                 | "Poison"                  | Thomas J. Wright     | Aaron Zelman                   | 18 tháng 1 năm 2006  | 113         | 14,65                      |
| 14           | 14                 | "Riding the Lightning"    | Chris Long           | Simon Mirren                   | 25 tháng 1 năm 2006  | 114         | 14,10                      |
| 15           | 15                 | "Unfinished Business"     | J. Miller Tobin      | Debra J. Fisher & Erica Messer | 1 tháng 3 năm 2006   | 115         | 11,72                      |
| 16           | 16                 | "The Tribe"               | Matt Earl Beesley    | Andrew Wilder                  | 8 tháng 3 năm 2006   | 116         | 15,27                      |
| 17           | 17                 | "A Real Rain"             | Gloria Muzio         | Chris Mundy                    | 22 tháng 3 năm 2006  | 117         | 13,03                      |
| 18           | 18                 | "Somebody's Watching"     | Paul Shapiro         | Ed Napier                      | 29 tháng 3 năm 2006  | 118         | 12,54                      |
| 19           | 19                 | "Machismo"                | Guy Norman Bee       | Aaron Zelman                   | 12 tháng 4 năm 2006  | 119         | 11,76                      |
| 20           | 20                 | "Charm and Harm"          | Félix Alcalá         | Debra J. Fisher & Erica Messer | 19 tháng 4 năm 2006  | 120         | 13,53                      |
| 21           | 21                 | "Secrets and Lies"        | Matt Earl Beesley    | Simon Mirren                   | 3 tháng 5 năm 2006   | 121         | 12,17                      |
| 22           | 22                 | "The Fisher King: Part 1" | Edward Allen Bernero | Edward Allen Bernero           | 10 tháng 5 năm 2006  | 122         | 12,67                      |

### Mùa 2 (2006–07)
| TT. tổng thể | TT. trong mùa phim | Tiêu đề                                       | Đạo diễn              | Biên kịch                      | Ngày phát hành gốc   | Mã sản xuất | Người xem tại U.S. (triệu) |
| ------------ | ------------------ | --------------------------------------------- | --------------------- | ------------------------------ | -------------------- | ----------- | -------------------------- |
| 23           | 1                  | "The Fisher King: Part 2"                     | Gloria Muzio          | Edward Allen Bernero           | 20 tháng 9 năm 2006  | 201         | 15,65                      |
| 24           | 2                  | "P911"                                        | Adam Davidson         | Simon Mirren                   | 27 tháng 9 năm 2006  | 203         | 16,54                      |
| 25           | 3                  | "The Perfect Storm"                           | Félix Alcalá          | Debra J. Fisher & Erica Messer | 4 tháng 10 năm 2006  | 202         | 15,19                      |
| 26           | 4                  | "Psychodrama"                                 | Guy Norman Bee        | Aaron Zelman                   | 11 tháng 10 năm 2006 | 204         | 16,73                      |
| 27           | 5                  | "Aftermath"                                   | Tim Matheson          | Chris Mundy                    | 18 tháng 10 năm 2006 | 205         | 16,20                      |
| 28           | 6                  | "The Boogeyman"                               | Steve Boyum           | Andi Bushell                   | 25 tháng 10 năm 2006 | 206         | 16,77                      |
| 29           | 7                  | "North Mammon"                                | Matt Earl Beesley     | Andrew Wilder                  | 1 tháng 11 năm 2006  | 207         | 16,97                      |
| 30           | 8                  | "Empty Planet"                                | Elodie Keene          | Ed Napier                      | 8 tháng 11 năm 2006  | 208         | 17,57                      |
| 31           | 9                  | "The Last Word"                               | Gloria Muzio          | Debra J. Fisher & Erica Messer | 15 tháng 11 năm 2006 | 209         | 16,48                      |
| 32           | 10                 | "Lessons Learned"                             | Guy Norman Bee        | Jim Clemente                   | 22 tháng 11 năm 2006 | 210         | 16,56                      |
| 33           | 11                 | "Sex, Birth, Death"                           | Gwyneth Horder-Payton | Chris Mundy                    | 29 tháng 11 năm 2006 | 211         | 17,92                      |
| 34           | 12                 | "Profiler, Profiled"                          | Glenn Kershaw         | Edward Allen Bernero           | 13 tháng 12 năm 2006 | 212         | 16,06                      |
| 35           | 13                 | "No Way Out"                                  | John Gallagher        | Simon Mirren                   | 17 tháng 1 năm 2007  | 213         | 12,99                      |
| 36           | 14                 | "The Big Game"                                | Gloria Muzio          | Edward Allen Bernero           | 4 tháng 2 năm 2007   | 215         | 26,31                      |
| 37           | 15                 | "Revelations"                                 | Guy Norman Bee        | Chris Mundy                    | 7 tháng 2 năm 2007   | 216         | 16,27                      |
| 38           | 16                 | "Fear and Loathing"                           | Rob Spera             | Aaron Zelman                   | 14 tháng 2 năm 2007  | 214         | 15,16                      |
| 39           | 17                 | "Distress"                                    | John F. Showalter     | Oanh Ly                        | 21 tháng 2 năm 2007  | 217         | 13,70                      |
| 40           | 18                 | "Jones"                                       | Steve Shill           | Andi Bushell                   | 28 tháng 2 năm 2007  | 218         | 14,50                      |
| 41           | 19                 | "Ashes and Dust"                              | John Gallagher        | Andrew Wilder                  | 21 tháng 3 năm 2007  | 219         | 15,19                      |
| 42           | 20                 | "Honor Among Thieves"                         | Jesús Treviño         | Aaron Zelman                   | 11 tháng 4 năm 2007  | 220         | 12,80                      |
| 43           | 21                 | "Open Season"                                 | Félix Alcalá          | Debra J. Fisher & Erica Messer | 2 tháng 5 năm 2007   | 222         | 13,28                      |
| 44           | 22                 | "Legacy"                                      | Glenn Kershaw         | Edward Allen Bernero           | 9 tháng 5 năm 2007   | 223         | 12,92                      |
| 45           | 23                 | "No Way Out, Part II: The Evolution of Frank" | Edward Allen Bernero  | Simon Mirren                   | 16 tháng 5 năm 2007  | 224         | 13,21                      |

### Mùa 3 (2007–08)
| TT. tổng thể | TT. trong mùa phim | Tiêu đề                | Đạo diễn              | Biên kịch                      | Ngày phát hành gốc   | Mã sản xuất | Người xem tại Hoa Kỳ (triệu) |
| ------------ | ------------------ | ---------------------- | --------------------- | ------------------------------ | -------------------- | ----------- | ---------------------------- |
| 46           | 1                  | "Doubt"                | Gloria Muzio          | Chris Mundy                    | 26 tháng 9 năm 2007  | 221         | 12,66                        |
| 47           | 2                  | "In Name and Blood"    | Edward Allen Bernero  | Chris Mundy                    | 3 tháng 10 năm 2007  | 301         | 14,56                        |
| 48           | 3                  | "Scared to Death"      | Félix Alcalá          | Debra J. Fisher & Erica Messer | 10 tháng 10 năm 2007 | 302         | 14,55                        |
| 49           | 4                  | "Children of the Dark" | Guy Norman Bee        | Dan Dworkin & Jay Beattie      | 17 tháng 10 năm 2007 | 303         | 15,03                        |
| 50           | 5                  | "Seven Seconds"        | John Gallagher        | Andi Bushell                   | 24 tháng 10 năm 2007 | 304         | 15,05                        |
| 51           | 6                  | "About Face"           | Skipp Sudduth         | Charles Murray                 | 31 tháng 10 năm 2007 | 305         | 14,94                        |
| 52           | 7                  | "Identity"             | Gwyneth Horder-Payton | Oanh Ly                        | 7 tháng 11 năm 2007  | 306         | 14,65                        |
| 53           | 8                  | "Lucky"                | Steve Boyum           | Andrew Wilder                  | 14 tháng 11 năm 2007 | 307         | 15,73                        |
| 54           | 9                  | "Penelope"             | Félix Alcalá          | Chris Mundy                    | 21 tháng 11 năm 2007 | 308         | 15,88                        |
| 55           | 10                 | "True Night"           | Edward Allen Bernero  | Edward Allen Bernero           | 28 tháng 11 năm 2007 | 309         | 16,23                        |
| 56           | 11                 | "Birthright"           | John Gallagher        | Debra J. Fisher & Erica Messer | 12 tháng 12 năm 2007 | 310         | 14,18                        |
| 57           | 12                 | "3rd Life"             | Anthony Hemingway     | Simon Mirren                   | 9 tháng 1 năm 2008   | 311         | 14,30                        |
| 58           | 13                 | "Limelight"            | Glenn Kershaw         | Dan Dworkin & Jay Beattie      | 23 tháng 1 năm 2008  | 312         | 12,67                        |
| 59           | 14                 | "Damaged"              | Edward Allen Bernero  | Edward Allen Bernero           | 2 tháng 4 năm 2008   | 313         | 12,81                        |
| 60           | 15                 | "A Higher Power"       | Félix Alcalá          | Michael Udesky                 | 9 tháng 4 năm 2008   | 314         | 13,33                        |
| 61           | 16                 | "Elephant's Memory"    | Bobby Roth            | Andrew S. Wilder               | 16 tháng 4 năm 2008  | 315         | 12,98                        |
| 62           | 17                 | "In Heat"              | John Gallagher        | Andi Bushell                   | 30 tháng 4 năm 2008  | 316         | 13,03                        |
| 63           | 18                 | "The Crossing"         | Guy Norman Bee        | Debra J. Fisher & Erica Messer | 7 tháng 5 năm 2008   | 317         | 12,88                        |
| 64           | 19                 | "Tabula Rasa"          | Steve Boyum           | Dan Dworkin & Jay Beattie      | 14 tháng 5 năm 2008  | 318         | 12,88                        |
| 65           | 20                 | "Lo-Fi"                | Glenn Kershaw         | Chris Mundy                    | 21 tháng 5 năm 2008  | 319         | 13,15                        |

### Mùa 4 (2008–09)
| TT. tổng thể | TT. trong mùa phim | Tiêu đề                   | Đạo diễn              | Biên kịch                      | Ngày phát hành gốc   | Mã sản xuất | Người xem tại Hoa Kỳ (triệu) |
| ------------ | ------------------ | ------------------------- | --------------------- | ------------------------------ | -------------------- | ----------- | ---------------------------- |
| 66           | 1                  | "Mayhem"                  | Edward Allen Bernero  | Simon Mirren                   | 24 tháng 9 năm 2008  | 401         | 17,01                        |
| 67           | 2                  | "The Angel Maker"         | Glenn Kershaw         | Dan Dworkin & Jay Beattie      | 1 tháng 10 năm 2008  | 402         | 14,78                        |
| 68           | 3                  | "Minimal Loss"            | Félix Alcalá          | Andrew Wilder                  | 8 tháng 10 năm 2008  | 403         | 16,19                        |
| 69           | 4                  | "Paradise"                | John Gallagher        | Debra J. Fisher & Erica Messer | 22 tháng 10 năm 2008 | 404         | 15,01                        |
| 70           | 5                  | "Catching Out"            | Charles Haid          | Oanh Ly                        | 29 tháng 10 năm 2008 | 406         | 13,97                        |
| 71           | 6                  | "The Instincts"           | Rob Spera             | Chris Mundy                    | 5 tháng 11 năm 2008  | 405         | 14,30                        |
| 72           | 7                  | "Memoriam"                | Guy Norman Bee        | Dan Dworkin & Jay Beattie      | 12 tháng 11 năm 2008 | 407         | 14,83                        |
| 73           | 8                  | "Masterpiece"             | Paul Michael Glaser   | Edward Allen Bernero           | 19 tháng 11 năm 2008 | 408         | 16,33                        |
| 74           | 9                  | "52 Pickup"               | Bobby Roth            | Breen Frazier                  | 26 tháng 11 năm 2008 | 409         | 14,11                        |
| 75           | 10                 | "Brothers in Arms"        | Glenn Kershaw         | Holly Harold                   | 10 tháng 12 năm 2008 | 410         | 14,68                        |
| 76           | 11                 | "Normal"                  | Steve Boyum           | Andrew S. Wilder               | 17 tháng 12 năm 2008 | 411         | 15,16                        |
| 77           | 12                 | "Soul Mates"              | John Gallagher        | Debra J. Fisher & Erica Messer | 14 tháng 1 năm 2009  | 412         | 13,78                        |
| 78           | 13                 | "Bloodline"               | Tim Matheson          | Mark Linehan Bruner            | 21 tháng 1 năm 2009  | 413         | 13,82                        |
| 79           | 14                 | "Cold Comfort"            | Anna J. Foerster      | Dan Dworkin & Jay Beattie      | 11 tháng 2 năm 2009  | 414         | 12,48                        |
| 80           | 15                 | "Zoe's Reprise"           | Charles S. Carroll    | Oanh Ly                        | 18 tháng 2 năm 2009  | 415         | 14,54                        |
| 81           | 16                 | "Pleasure Is My Business" | Gwyneth Horder-Payton | Breen Frazier                  | 25 tháng 2 năm 2009  | 416         | 13,93                        |
| 82           | 17                 | "Demonology"              | Edward Allen Bernero  | Chris Mundy                    | 11 tháng 3 năm 2009  | 417         | 14,34                        |
| 83           | 18                 | "Omnivore"                | Nelson McCormick      | Andrew S. Wilder               | 18 tháng 3 năm 2009  | 418         | 13,74                        |
| 84           | 19                 | "House on Fire"           | Félix Alcalá          | Holly Harold                   | 25 tháng 3 năm 2009  | 419         | 14,36                        |
| 85           | 20                 | "Conflicted"              | Jason Alexander       | Rick Dunkle                    | 8 tháng 4 năm 2009   | 420         | 13,61                        |
| 86           | 21                 | "A Shade of Gray"         | Karen Gaviola         | Debra J. Fisher & Erica Messer | 22 tháng 4 năm 2009  | 421         | 13,72                        |
| 87           | 22                 | "The Big Wheel"           | Rob Hardy             | Simon Mirren                   | 29 tháng 4 năm 2009  | 422         | 13,61                        |
| 88           | 23                 | "Roadkill"                | Steve Boyum           | Dan Dworkin & Jay Beattie      | 6 tháng 5 năm 2009   | 423         | 14,13                        |
| 89           | 24                 | "Amplification"           | John Gallagher        | Oanh Ly                        | 13 tháng 5 năm 2009  | 424         | 13,37                        |
| 90           | 25                 | "To Hell..."              | Charles Haid          | Chris Mundy                    | 20 tháng 5 năm 2009  | 425         | 13,99                        |
| 91           | 26                 | "...And Back"             | Edward Allen Bernero  | Edward Allen Bernero           | 20 tháng 5 năm 2009  | 426         | 13,99                        |

### Mùa 5 (2009–10)
| TT. tổng thể | TT. trong mùa phim | Tiêu đề                   | Đạo diễn             | Biên kịch                                                              | Ngày phát hành gốc   | Mã sản xuất | Người xem tại Hoa Kỳ (triệu) |
| ------------ | ------------------ | ------------------------- | -------------------- | ---------------------------------------------------------------------- | -------------------- | ----------- | ---------------------------- |
| 92           | 1                  | "Nameless, Faceless"      | Charles S. Carroll   | Chris Mundy                                                            | 23 tháng 9 năm 2009  | 501         | 15.85                        |
| 93           | 2                  | "Haunted"                 | Jon Cassar           | Erica Messer                                                           | 30 tháng 9 năm 2009  | 502         | 14.24                        |
| 94           | 3                  | "Reckoner"                | Karen Gaviola        | Dan Dworkin & Jay Beattie                                              | 7 tháng 10 năm 2009  | 503         | 14.05                        |
| 95           | 4                  | "Hopeless"                | Félix Alcalá         | Chris Mundy                                                            | 14 tháng 10 năm 2009 | 504         | 13.92                        |
| 96           | 5                  | "Cradle to Grave"         | Rob Spera            | Breen Frazier                                                          | 21 tháng 10 năm 2009 | 505         | 14.27                        |
| 97           | 6                  | "The Eyes Have It"        | Glenn Kershaw        | Oanh Ly                                                                | 4 tháng 11 năm 2009  | 506         | 12.55                        |
| 98           | 7                  | "The Performer"           | John Badham          | Holly Harold                                                           | 11 tháng 11 năm 2009 | 507         | 12.77                        |
| 99           | 8                  | "Outfoxed"                | John Gallagher       | Simon Mirren                                                           | 18 tháng 11 năm 2009 | 508         | 13.70                        |
| 100          | 9                  | "100"                     | Edward Allen Bernero | Bo Crese                                                               | 25 tháng 11 năm 2009 | 509         | 13.61                        |
| 101          | 10                 | "The Slave of Duty"       | Charles Haid         | Rick Dunkle                                                            | 9 tháng 12 năm 2009  | 510         | 14.43                        |
| 102          | 11                 | "Retaliation"             | Félix Alcalá         | Erica Messer                                                           | 16 tháng 12 năm 2009 | 511         | 14.68                        |
| 103          | 12                 | "The Uncanny Valley"      | Anna J. Foerster     | Breen Frazier                                                          | 13 tháng 1 năm 2010  | 512         | 13.90                        |
| 104          | 13                 | "Risky Business"          | Rob Spera            | Jim Clemente                                                           | 20 tháng 1 năm 2010  | 513         | 14.91                        |
| 105          | 14                 | "Parasite"                | Charles S. Carroll   | Oanh Ly                                                                | 3 tháng 2 năm 2010   | 514         | 14.75                        |
| 106          | 15                 | "Public Enemy"            | Nelson McCormick     | Jess Prenter Prosser                                                   | 10 tháng 2 năm 2010  | 515         | 14.33                        |
| 107          | 16                 | "Mosley Lane"             | Matthew Gray Gubler  | Simon Mirren & Erica Messer                                            | 3 tháng 3 năm 2010   | 516         | 13.00                        |
| 108          | 17                 | "Solitary Man"            | Rob Hardy            | Kimberly Ann Harrison & Ryan Gibson                                    | 10 tháng 3 năm 2010  | 517         | 13.29                        |
| 109          | 18                 | "The Fight"               | Richard Shepard      | Kịch bản : Chris Mundy Cốt truyện : Chris Mundy & Edward Allen Bernero | 7 tháng 4 năm 2010   | 518         | 12.70                        |
| 110          | 19                 | "A Rite of Passage"       | John Gallagher       | Victor De Jesus                                                        | 14 tháng 4 năm 2010  | 519         | 12.44                        |
| 111          | 20                 | "...A Thousand Words"     | Rosemary Rodriguez   | Edward Allen Bernero                                                   | 5 tháng 5 năm 2010   | 520         | 12.39                        |
| 112          | 21                 | "Exit Wounds"             | Charles S. Carroll   | Rick Dunkle                                                            | 12 tháng 5 năm 2010  | 521         | 13.07                        |
| 113          | 22                 | "The Internet Is Forever" | Glenn Kershaw        | Breen Frazier                                                          | 19 tháng 5 năm 2010  | 522         | 13.25                        |
| 114          | 23                 | "Our Darkest Hour"        | Edward Allen Bernero | Erica Messer                                                           | 26 tháng 5 năm 2010  | 523         | 12.97                        |

1. ↑  'Bo Crese' là một biệt hiệu dùng trong giới thiệu của "100". Nó là tên ghép lại từ chữ cái đầu của mỗi biên kịch đóng góp cho kịch bản: Breen Frazier, Oanh Ly, Chris Mundy, Rick Dunkle, Erica Messer, Simon Mirren và Edward Allen Bernero.

### Mùa 6 (2010–11)
| TT. tổng thể | TT. trong mùa phim | Tiêu đề                      | Đạo diễn             | Biên kịch                           | Ngày phát hành gốc   | Mã sản xuất | Người xem tại Hoa Kỳ (triệu) |
| ------------ | ------------------ | ---------------------------- | -------------------- | ----------------------------------- | -------------------- | ----------- | ---------------------------- |
| 115          | 1                  | "The Longest Night"          | Edward Allen Bernero | Edward Allen Bernero                | 22 tháng 9 năm 2010  | 601         | 14.13                        |
| 116          | 2                  | "JJ"                         | Charles S. Carroll   | Erica Messer                        | 29 tháng 9 năm 2010  | 602         | 14.57                        |
| 117          | 3                  | "Remembrance of Things Past" | Glenn Kershaw        | Janine Sherman Barrois              | 6 tháng 10 năm 2010  | 604         | 13.87                        |
| 118          | 4                  | "Compromising Positions"     | Guy Norman Bee       | Breen Frazier                       | 13 tháng 10 năm 2010 | 603         | 14.00                        |
| 119          | 5                  | "Safe Haven"                 | Andy Wolk            | Alicia Kirk                         | 20 tháng 10 năm 2010 | 605         | 14.46                        |
| 120          | 6                  | "Devil's Night"              | Charlie Haid         | Randy Huggins                       | 27 tháng 10 năm 2010 | 606         | 13.94                        |
| 121          | 7                  | "Middle Man"                 | Rob Spera            | Rick Dunkle                         | 3 tháng 11 năm 2010  | 607         | 14.58                        |
| 122          | 8                  | "Reflection of Desire"       | Anna J. Foerster     | Simon Mirren                        | 10 tháng 11 năm 2010 | 608         | 12.56                        |
| 123          | 9                  | "Into the Woods"             | Glenn Kershaw        | Kimberly Ann Harrison               | 17 tháng 11 năm 2010 | 609         | 14.39                        |
| 124          | 10                 | "What Happens at Home"       | Jan Eliasberg        | Edward Allen Bernero                | 8 tháng 12 năm 2010  | 610         | 14.23                        |
| 125          | 11                 | "25 to Life"                 | Charles S. Carroll   | Erica Messer                        | 15 tháng 12 năm 2010 | 611         | 13.77                        |
| 126          | 12                 | "Corazon"                    | John Gallagher       | Katarina Wittich                    | 19 tháng 1 năm 2011  | 612         | 12.02                        |
| 127          | 13                 | "The Thirteenth Step"        | Doug Aarniokoski     | Janine Sherman Barrois              | 26 tháng 1 năm 2011  | 613         | 12.77                        |
| 128          | 14                 | "Sense Memory"               | Rob Spera            | Randy Huggins                       | 9 tháng 2 năm 2011   | 614         | 13.67                        |
| 129          | 15                 | "Today I Do"                 | Ali Selim            | Alicia Kirk                         | 16 tháng 2 năm 2011  | 615         | 12.85                        |
| 130          | 16                 | "Coda"                       | Rob Hardy            | Rick Dunkle                         | 23 tháng 2 năm 2011  | 616         | 13.15                        |
| 131          | 17                 | "Valhalla"                   | Charles S. Carroll   | Simon Mirren & Erica Messer         | 2 tháng 3 năm 2011   | 617         | 14.37                        |
| 132          | 18                 | "Lauren"                     | Matthew Gray Gubler  | Breen Frazier                       | 16 tháng 3 năm 2011  | 618         | 13.73                        |
| 133          | 19                 | "With Friends Like These..." | Anna J. Foerster     | Janine Sherman Barrois              | 30 tháng 3 năm 2011  | 619         | 13.05                        |
| 134          | 20                 | "Hanley Waters"              | Jesse Warn           | Alicia Kirk & Randy Huggins         | 6 tháng 4 năm 2011   | 620         | 14.08                        |
| 135          | 21                 | "The Stranger"               | Nelson McCormick     | Kimberly Ann Harrison & Rick Dunkle | 13 tháng 4 năm 2011  | 621         | 13.59                        |
| 136          | 22                 | "Out of the Light"           | Doug Aarniokoski     | Roger Hedden                        | 4 tháng 5 năm 2011   | 622         | 12.90                        |
| 137          | 23                 | "Big Sea"                    | Glenn Kershaw        | Jim Clemente & Breen Frazier        | 11 tháng 5 năm 2011  | 623         | 13.29                        |
| 138          | 24                 | "Supply & Demand"            | Charles S. Carroll   | Erica Messer                        | 18 tháng 5 năm 2011  | 624         | 12.84                        |

### Mùa 7 (2011–12)
| TT. tổng thể | TT. trong mùa phim | Tiêu đề                      | Đạo diễn            | Biên kịch              | Ngày phát hành gốc   | Mã sản xuất | Người xem tại Hoa Kỳ (triệu) |
| ------------ | ------------------ | ---------------------------- | ------------------- | ---------------------- | -------------------- | ----------- | ---------------------------- |
| 139          | 1                  | "It Takes a Village"         | Glenn Kershaw       | Erica Messer           | 21 tháng 9 năm 2011  | 701         | 14.14                        |
| 140          | 2                  | "Proof"                      | Karen Gaviola       | Janine Sherman Barrois | 28 tháng 9 năm 2011  | 702         | 12.58                        |
| 141          | 3                  | "Dorado Falls"               | Félix Alcalá        | Sharon Lee Watson      | 5 tháng 10 năm 2011  | 703         | 13.43                        |
| 142          | 4                  | "Painless"                   | Larry Teng          | Breen Frazier          | 12 tháng 10 năm 2011 | 704         | 12.87                        |
| 143          | 5                  | "From Childhood's Hour"      | Anna J. Foerster    | Bruce Zimmerman        | 19 tháng 10 năm 2011 | 75          | 13.15                        |
| 144          | 6                  | "Epilogue"                   | Guy Ferland         | Rick Dunkle            | 2 tháng 11 năm 2011  | 706         | 12.94                        |
| 145          | 7                  | "There's No Place Like Home" | Rob Spera           | Virgil Williams        | 9 tháng 11 năm 2011  | 707         | 11.36                        |
| 146          | 8                  | "Hope"                       | Michael Watkins     | Kimberly Ann Harrison  | 16 tháng 11 năm 2011 | 708         | 12.72                        |
| 147          | 9                  | "Self-Fulfilling Prophecy"   | Charlie Haid        | Erica Messer           | 7 tháng 12 năm 2011  | 709         | 12.41                        |
| 148          | 10                 | "The Bittersweet Science"    | Rob Hardy           | Janine Sherman Barrois | 14 tháng 12 năm 2011 | 710         | 12.88                        |
| 149          | 11                 | "True Genius"                | Glenn Kershaw       | Sharon Lee Watson      | 18 tháng 1 năm 2012  | 711         | 13.00                        |
| 150          | 12                 | "Unknown Subject"            | Michael Lange       | Breen Frazier          | 25 tháng 1 năm 2012  | 712         | 13.82                        |
| 151          | 13                 | "Snake Eyes"                 | Doug Aarniokoski    | Bruce Zimmerman        | 8 tháng 2 năm 2012   | 713         | 13.31                        |
| 152          | 14                 | "Closing Time"               | Jesse Warn          | Rick Dunkle            | 15 tháng 2 năm 2012  | 714         | 12.19                        |
| 153          | 15                 | "A Thin Line"                | Michael Watkins     | Virgil Williams        | 22 tháng 2 năm 2012  | 715         | 12.78                        |
| 154          | 16                 | "A Family Affair"            | Rob Spera           | Kimberly Ann Harrison  | 29 tháng 2 năm 2012  | 716         | 12.54                        |
| 155          | 17                 | "I Love You, Tommy Brown"    | John Terlesky       | Janine Sherman Barrois | 14 tháng 3 năm 2012  | 718         | 11.43                        |
| 156          | 18                 | "Foundation"                 | Dermott Downs       | Jim Clemente           | 21 tháng 3 năm 2012  | 717         | 12.09                        |
| 157          | 19                 | "Heathridge Manor"           | Matthew Gray Gubler | Sharon Lee Watson      | 4 tháng 4 năm 2012   | 719         | 11.34                        |
| 158          | 20                 | "The Company"                | Nelson McCormick    | Breen Frazier          | 11 tháng 4 năm 2012  | 720         | 11.81                        |
| 159          | 21                 | "Divining Rod"               | Doug Aarniokoski    | Bruce Zimmerman        | 2 tháng 5 năm 2012   | 721         | 11.47                        |
| 160          | 22                 | "Profiling 101"              | Félix Alcalá        | Virgil Williams        | 9 tháng 5 năm 2012   | 722         | 11.62                        |
| 161          | 23                 | "Hit"                        | Michael Lange       | Rick Dunkle            | 16 tháng 5 năm 2012  | 723         | 13.68                        |
| 162          | 24                 | "Run"                        | Glenn Kershaw       | Erica Messer           | 16 tháng 5 năm 2012  | 724         | 13.68                        |

### Mùa 8 (2012–13)
| TT. tổng thể | TT. trong mùa phim | Tiêu đề                     | Đạo diễn            | Biên kịch                                                    | Ngày phát hành gốc   | Mã sản xuất | Người xem tại Hoa Kỳ (triệu) |
| ------------ | ------------------ | --------------------------- | ------------------- | ------------------------------------------------------------ | -------------------- | ----------- | ---------------------------- |
| 163          | 1                  | "The Silencer"              | Glenn Kershaw       | Erica Messer                                                 | 26 tháng 9 năm 2012  | 801         | 11.73                        |
| 164          | 2                  | "The Pact"                  | Karen Gaviola       | Janine Sherman Barrois                                       | 10 tháng 10 năm 2012 | 802         | 11.49                        |
| 165          | 3                  | "Through the Looking Glass" | Dermott Downs       | Sharon Lee Watson                                            | 17 tháng 10 năm 2012 | 803         | 11.81                        |
| 166          | 4                  | "God Complex"               | Larry Teng          | Breen Frazier                                                | 24 tháng 10 năm 2012 | 804         | 11.61                        |
| 167          | 5                  | "The Good Earth"            | John Terlesky       | Bruce Zimmerman                                              | 31 tháng 10 năm 2012 | 805         | 11.99                        |
| 168          | 6                  | "The Apprenticeship"        | Rob Bailey          | Virgil Williams                                              | 7 tháng 11 năm 2012  | 806         | 12.09                        |
| 169          | 7                  | "The Fallen"                | Doug Aarniokoski    | Kịch bản : Rick Dunkle Cốt truyện : Rick Dunkle & Danny Ramm | 14 tháng 11 năm 2012 | 807         | 12.20                        |
| 170          | 8                  | "The Wheels on the Bus…"    | Rob Hardy           | Kimberly Ann Harrison                                        | 21 tháng 11 năm 2012 | 808         | 11.53                        |
| 171          | 9                  | "Magnificent Light"         | John T. Kretchmer   | Sharon Lee Watson                                            | 28 tháng 11 năm 2012 | 809         | 12.37                        |
| 172          | 10                 | "The Lesson"                | Matthew Gray Gubler | Janine Sherman Barrois                                       | 5 tháng 12 năm 2012  | 810         | 11.33                        |
| 173          | 11                 | "Perennials"                | Michael Lange       | Bruce Zimmerman                                              | 12 tháng 12 năm 2012 | 811         | 12.01                        |
| 174          | 12                 | "Zugzwang"                  | Jesse Warn          | Breen Frazier                                                | 16 tháng 1 năm 2013  | 812         | 12.64                        |
| 175          | 13                 | "Magnum Opus"               | Glenn Kershaw       | Jason J. Bernero                                             | 23 tháng 1 năm 2013  | 813         | 11.84                        |
| 176          | 14                 | "All That Remains"          | Thomas Gibson       | Erica Messer                                                 | 6 tháng 2 năm 2013   | 815         | 11.98                        |
| 177          | 15                 | "Broken"                    | Larry Teng          | Rick Dunkle                                                  | 20 tháng 2 năm 2013  | 814         | 10.69                        |
| 178          | 16                 | "Carbon Copy"               | Rob Hardy           | Virgil Williams                                              | 27 tháng 2 năm 2013  | 816         | 10.33                        |
| 179          | 17                 | "The Gathering"             | Michael Lange       | Kimberly Ann Harrison                                        | 20 tháng 3 năm 2013  | 817         | 11.58                        |
| 180          | 18                 | "Restoration"               | Félix Alcalá        | Jim Clemente & Janine Sherman Barrois                        | 3 tháng 4 năm 2013   | 818         | 10.79                        |
| 181          | 19                 | "Pay It Forward"            | John Terlesky       | Bruce Zimmerman                                              | 10 tháng 4 năm 2013  | 819         | 11.47                        |
| 182          | 20                 | "Alchemy"                   | Matthew Gray Gubler | Sharon Lee Watson                                            | 1 tháng 5 năm 2013   | 820         | 10.13                        |
| 183          | 21                 | "Nanny Dearest"             | Doug Aarniokoski    | Virgil Williams                                              | 8 tháng 5 năm 2013   | 821         | 10.08                        |
| 184          | 22                 | "#6"                        | Karen Gaviola       | Breen Frazier                                                | 15 tháng 5 năm 2013  | 822         | 10.56                        |
| 185          | 23                 | "Brothers Hotchner"         | Rob Bailey          | Rick Dunkle                                                  | 22 tháng 5 năm 2013  | 823         | 11.01                        |
| 186          | 24                 | "The Replicator"            | Glenn Kershaw       | Erica Messer                                                 | 22 tháng 5 năm 2013  | 824         | 11.01                        |

### Mùa 9 (2013–14)
| TT. tổng thể | TT. trong mùa phim | Tiêu đề                          | Đạo diễn            | Biên kịch                                            | Ngày phát hành gốc   | Mã sản xuất | Người xem tại Hoa Kỳ (triệu) |
| ------------ | ------------------ | -------------------------------- | ------------------- | ---------------------------------------------------- | -------------------- | ----------- | ---------------------------- |
| 187          | 1                  | "The Inspiration"                | Glenn Kershaw       | Janine Sherman Barrois                               | 25 tháng 9 năm 2013  | 901         | 11.27                        |
| 188          | 2                  | "The Inspired"                   | Larry Teng          | Breen Frazier                                        | 2 tháng 10 năm 2013  | 902         | 11.12                        |
| 189          | 3                  | "Final Shot"                     | Bethany Rooney      | Sharon Lee Watson                                    | 9 tháng 10 năm 2013  | 904         | 10.98                        |
| 190          | 4                  | "To Bear Witness"                | Rob Bailey          | Erica Messer                                         | 16 tháng 10 năm 2013 | 903         | 11.06                        |
| 191          | 5                  | "Route 66"                       | Doug Aarniokoski    | Virgil Williams                                      | 23 tháng 10 năm 2013 | 905         | 11.55                        |
| 192          | 6                  | "In the Blood"                   | Michael Lange       | Bruce Zimmerman                                      | 30 tháng 10 năm 2013 | 906         | 10.64                        |
| 193          | 7                  | "Gatekeeper"                     | Matthew Gray Gubler | Rick Dunkle                                          | 6 tháng 11 năm 2013  | 907         | 9.70                         |
| 194          | 8                  | "The Return"                     | John Terlesky       | Kimberly Ann Harrison                                | 13 tháng 11 năm 2013 | 908         | 11.63                        |
| 195          | 9                  | "Strange Fruit"                  | Constantine Makris  | Janine Sherman Barrois                               | 20 tháng 11 năm 2013 | 909         | 12.40                        |
| 196          | 10                 | "The Caller"                     | Rob Bailey          | Sharon Lee Watson                                    | 27 tháng 11 năm 2013 | 910         | 11.10                        |
| 197          | 11                 | "Bully"                          | Glenn Kershaw       | Virgil Williams                                      | 11 tháng 12 năm 2013 | 911         | 11.19                        |
| 198          | 12                 | "The Black Queen"                | Tawnia McKiernan    | Breen Frazier                                        | 15 tháng 1 năm 2014  | 912         | 10.35                        |
| 199          | 13                 | "The Road Home"                  | Joe Mantegna        | Bruce Zimmerman                                      | 22 tháng 1 năm 2014  | 913         | 10.35                        |
| 200          | 14                 | "200"                            | Larry Teng          | Rick Dunkle                                          | 5 tháng 2 năm 2014   | 914         | 12.92                        |
| 201          | 15                 | "Mr. & Mrs. Anderson"            | Félix Alcalá        | Kimberly Ann Harrison                                | 19 tháng 2 năm 2014  | 915         | 10.06                        |
| 202          | 16                 | "Gabby"                          | Thomas Gibson       | Jim Clemente & Erica Messer                          | 26 tháng 2 năm 2014  | 916         | 9.42                         |
| 203          | 17                 | "Persuasion"                     | Rob Lieberman       | Sharon Lee Watson                                    | 5 tháng 3 năm 2014   | 917         | 11.42                        |
| 204          | 18                 | "Rabid"                          | Doug Aarniokoski    | Virgil Williams                                      | 12 tháng 3 năm 2014  | 918         | 10.74                        |
| 205          | 19                 | "The Edge of Winter"             | Hanelle Culpepper   | Janine Sherman Barrois                               | 19 tháng 3 năm 2014  | 919         | 10.14                        |
| 206          | 20                 | "Blood Relations"                | Matthew Gray Gubler | Breen Frazier                                        | 2 tháng 4 năm 2014   | 920         | 10.47                        |
| 207          | 21                 | "What Happens In Mecklinburg..." | Rob Hardy           | Ticona S. Joy                                        | 9 tháng 4 năm 2014   | 921         | 9.85                         |
| 208          | 22                 | "Fatal"                          | Larry Teng          | Bruce Zimmerman                                      | 30 tháng 4 năm 2014  | 922         | 10.30                        |
| 209          | 23                 | "Angels"                         | Rob Bailey          | Rick Dunkle & Breen Frazier & Janine Sherman Barrois | 7 tháng 5 năm 2014   | 923         | 10.52                        |
| 210          | 24                 | "Demons"                         | Glenn Kershaw       | Erica Messer                                         | 14 tháng 5 năm 2014  | 924         | 12.03                        |

### Mùa 10 (2014–15)
| TT. tổng thể | TT. trong mùa phim | Tiêu đề                      | Đạo diễn            | Biên kịch                                                            | Ngày phát hành gốc   | Mã sản xuất | Người xem tại Hoa Kỳ (triệu) |
| ------------ | ------------------ | ---------------------------- | ------------------- | -------------------------------------------------------------------- | -------------------- | ----------- | ---------------------------- |
| 211          | 1                  | "X"                          | Glenn Kershaw       | Erica Messer                                                         | 1 tháng 10 năm 2014  | 1001        | 11.74                        |
| 212          | 2                  | "Burn"                       | Karen Gaviola       | Janine Sherman Barrois                                               | 8 tháng 10 năm 2014  | 1002        | 10.57                        |
| 213          | 3                  | "A Thousand Suns"            | Rob Bailey          | Sharon Lee Watson                                                    | 15 tháng 10 năm 2014 | 1003        | 10.89                        |
| 214          | 4                  | "The Itch"                   | Larry Teng          | Breen Frazier                                                        | 22 tháng 10 năm 2014 | 1004        | 9.92                         |
| 215          | 5                  | "Boxed In"                   | Thomas Gibson       | Virgil Williams                                                      | 29 tháng 10 năm 2014 | 1006        | 10.48                        |
| 216          | 6                  | "If the Shoe Fits"           | Bethany Rooney      | Bruce Zimmerman                                                      | 5 tháng 11 năm 2014  | 1005        | 9.78                         |
| 217          | 7                  | "Hashtag"                    | Constantine Makris  | Rick Dunkle                                                          | 12 tháng 11 năm 2014 | 1007        | 10.35                        |
| 218          | 8                  | "The Boys of Sudworth Place" | Laura Belsey        | Kimberly Ann Harrison                                                | 19 tháng 11 năm 2014 | 1008        | 10.68                        |
| 219          | 9                  | "Fate"                       | Rob Bailey          | Janine Sherman Barrois                                               | 26 tháng 11 năm 2014 | 1009        | 11.00                        |
| 220          | 10                 | "Amelia Porter"              | Alrick Riley        | Sharon Lee Watson                                                    | 10 tháng 12 năm 2014 | 1010        | 10.12                        |
| 221          | 11                 | "The Forever People"         | Tawnia McKiernan    | Breen Frazier                                                        | 14 tháng 1 năm 2015  | 1011        | 10.31                        |
| 222          | 12                 | "Anonymous"                  | Joe Mantegna        | Kịch bản : Bruce Zimmerman Cốt truyện : Danny Ramm & Bruce Zimmerman | 21 tháng 1 năm 2015  | 1012        | 10.29                        |
| 223          | 13                 | "Nelson's Sparrow"           | Glenn Kershaw       | Kirsten Vangsness & Erica Messer                                     | 28 tháng 1 năm 2015  | 1013        | 10.70                        |
| 224          | 14                 | "Hero Worship"               | Larry Teng          | Rick Dunkle                                                          | 4 tháng 2 năm 2015   | 1014        | 10.48                        |
| 225          | 15                 | "Scream"                     | Hanelle Culpepper   | Kimberly Ann Harrison                                                | 11 tháng 2 năm 2015  | 1015        | 9.89                         |
| 226          | 16                 | "Lockdown"                   | Thomas Gibson       | Virgil Williams                                                      | 4 tháng 3 năm 2015   | 1016        | 10.37                        |
| 227          | 17                 | "Breath Play"                | Hanelle Culpepper   | Erik Stiller                                                         | 11 tháng 3 năm 2015  | 1017        | 10.32                        |
| 228          | 18                 | "Rock Creek Park"            | Félix Alcalá        | Sharon Lee Watson                                                    | 25 tháng 3 năm 2015  | 1018        | 10.08                        |
| 229          | 19                 | "Beyond Borders"             | Glenn Kershaw       | Erica Messer                                                         | 8 tháng 4 năm 2015   | 1019        | 10.39                        |
| 230          | 20                 | "A Place at the Table"       | Laura Belsey        | Bruce Zimmerman                                                      | 15 tháng 4 năm 2015  | 1020        | 10.37                        |
| 231          | 21                 | "Mr. Scratch"                | Matthew Gray Gubler | Breen Frazier                                                        | 22 tháng 4 năm 2015  | 1021        | 10.06                        |
| 232          | 22                 | "Protection"                 | Tawnia McKiernan    | Virgil Williams                                                      | 29 tháng 4 năm 2015  | 1022        | 8.72                         |
| 233          | 23                 | "The Hunt"                   | Glenn Kershaw       | Jim Clemente & Janine Sherman Barrois                                | 6 tháng 5 năm 2015   | 1023        | 9.61                         |

### Mùa 11 (2015–16)
Criminal Minds (mùa 11)

### Mùa 12 (2016–17)
Criminal Minds (mùa 12)

### Mùa 13 (2017–18)
Criminal Minds (mùa 13)

### Mùa 14 (2018–19)
Criminal Minds (mùa 14)

### Mùa 15 (2020)
Criminal Minds (mùa 15)

### Mùa 16:Evolution(2022–23)
Criminal Minds (mùa 16)

## Phát hành băng đĩa
| Mùa | Tập phim | Ngày phát hành DVD   | Ngày phát hành DVD   | Ngày phát hành DVD   | Ngày phát hành DVD |
| Mùa | Tập phim | Vùng 1               | Vùng 2               | Vùng 4               | Số đĩa             |
| --- | -------- | -------------------- | -------------------- | -------------------- | ------------------ |
| 1   | 22       | 28 tháng 11 năm 2006 | 12 tháng 2 năm 2007  | 3 tháng 11 năm 2007  | 6                  |
| 2   | 23       | 2 tháng 10 năm 2007  | 5 tháng 5 năm 2008   | 1 tháng 4 năm 2008   | 6                  |
| 3   | 20       | 16 tháng 9 năm 2008  | 6 tháng 4 năm 2009   | 18 tháng 3 năm 2009  | 5                  |
| 4   | 26       | 8 tháng 9 năm 2009   | 1 tháng 3 năm 2010   | 9 tháng 3 năm 2010   | 7                  |
| 5   | 23       | 7 tháng 9 năm 2010   | 28 tháng 2 năm 2011  | 2 tháng 3 năm 2011   | 6                  |
| 6   | 24       | 6 tháng 9 năm 2011   | 28 tháng 11 năm 2011 | 30 tháng 11 năm 2011 | 6                  |
| 7   | 24       | 4 tháng 9 năm 2012   | 26 tháng 11 năm 2012 | 7 tháng 11 năm 2012  | 6                  |
| 8   | 24       | 3 tháng 9 năm 2013   | 9 tháng 12 năm 2013  | 4 tháng 12 năm 2013  | 5                  |
| 9   | 24       | 26 tháng 8 năm 2014  | 8 tháng 12 năm 2014  | 3 tháng 12 năm 2014  | 5                  |
| 10  | 23       | 25 tháng 8 năm 2015  | 7 tháng 12 năm 2015  | 2 tháng 12 năm 2015  | 5                  |
| 11  | 22       | 30 tháng 8 năm 2016  | 5 tháng 12 năm 2016  | 7 tháng 12 năm 2016  | 5                  |
| 12  | 22       | 5 tháng 9 năm 2017   | 4 tháng 12 năm 2017  | 6 tháng 12 năm 2017  | 5                  |
| 13  | 22       | 28 tháng 8 năm 2018  | 3 tháng 12 năm 2018  | 12 tháng 12 năm 2018 | 5                  |
| 14  | 15       | 16 tháng 7 năm 2019  | 21 tháng 10 năm 2019 | November 13, 2019    | 4                  |
| 15  | 10       | 14 tháng 4 năm 2020  | 30 tháng 11 năm 2020 | November 25, 2020    | 3                  |